# Malafemmena
Malafemmena è una canzone napoletana scritta e musicata nel 1951 da Totò, poi consegnata alla Casa Editrice La Canzonetta.

## Storia
In un'intervista video Totò raccontò che questa canzone nacque nell'aprile del 1951, quando era a Formia per girare il film Totò terzo uomo. Durante una pausa dalle riprese, scrisse alcuni versi sul retro di un pacchetto di sigarette che poi però gettò via. In seguito quelle parole tornarono nella sua mente, accompagnate da un fischiettio spontaneo, e il brano prese forma.
Il testo parla di un amore contrastato per una malafemmina, che in questo caso assume il significato di donna affascinante e che fa soffrire, quasi insensibile, malvagia, indifferente alle pene d'amore che infligge al proprio innamorato.
La canzone venne esaminata con le interpretazioni di Giacomo Rondinella e poi di Mario Abbate che la lanciò al concorso musicale di Piedigrotta La Canzonetta ottenendo un grande successo.
In seguito ispirò il film Totò, Peppino e la... malafemmina (1956) nel corso del quale fu interpretata da Teddy Reno.
Per anni si è discusso su chi fosse la vera musa ispiratrice della canzone. In un'intervista radiofonica, il musicista Espedito De Marino ha raccontato che Roberto Murolo la cantò dopo un concerto a Pietrelcina in presenza di Liliana de Curtis. In quell'occasione la figlia di Totò rivelò che la canzone non era dedicata a Silvana Pampanini, come si pensava, ma a sua madre Diana Rogliani perché un giorno lasciò le valigie del marito fuori dalla porta dopo una scappatella.
La canzone è considerata il maggior successo musicale di Totò ed è stata riproposta in un gran numero di interpretazioni.

## Cover
- 1956 - Renato Carosone e il suo Quartetto, 45 giri B (Pathé, 45 GQ 2020)
- 1963 - Claudio Villa, 45 giri B (Vis Radio, ViMQN 36826)
- 1963 - Connie Francis, 45 giri B (MGM Records, K 2078)
- 1969 - Peppino Di Capri, 45 giri B Tu... / Vola Vola (Carisch, VCA 26207)
- 1976 - Manhattan Express, 45 giri Bad Girl (Harmony, H 6010)
- 1978 - Bruno Venturini, album Malafemmena  (Up, LPUP 5202)
- 1980 - Fausto Leali, 45 giri (Ciao Records, CIAO 521)
- 1983 - James Senese, 45 giri (Polydor, 2060 272)
- 1983 - Enzo Jannace, album Malafemmena (Intensity, L.T.Y. 068)
- 1995 - Gigi D'Alessio, album Passo dopo passo
- 1999 - Lucariello, album Malafemmena (Good Stuff, sg002)
- 1999 - Joey DeFrancesco, album Goodfellas (Concord, cd 4845-2, vinile 408035)
- 2008 - Sal da Vinci, album Canto per amore (GGD, 88697432542)